# Mélodie Zhao

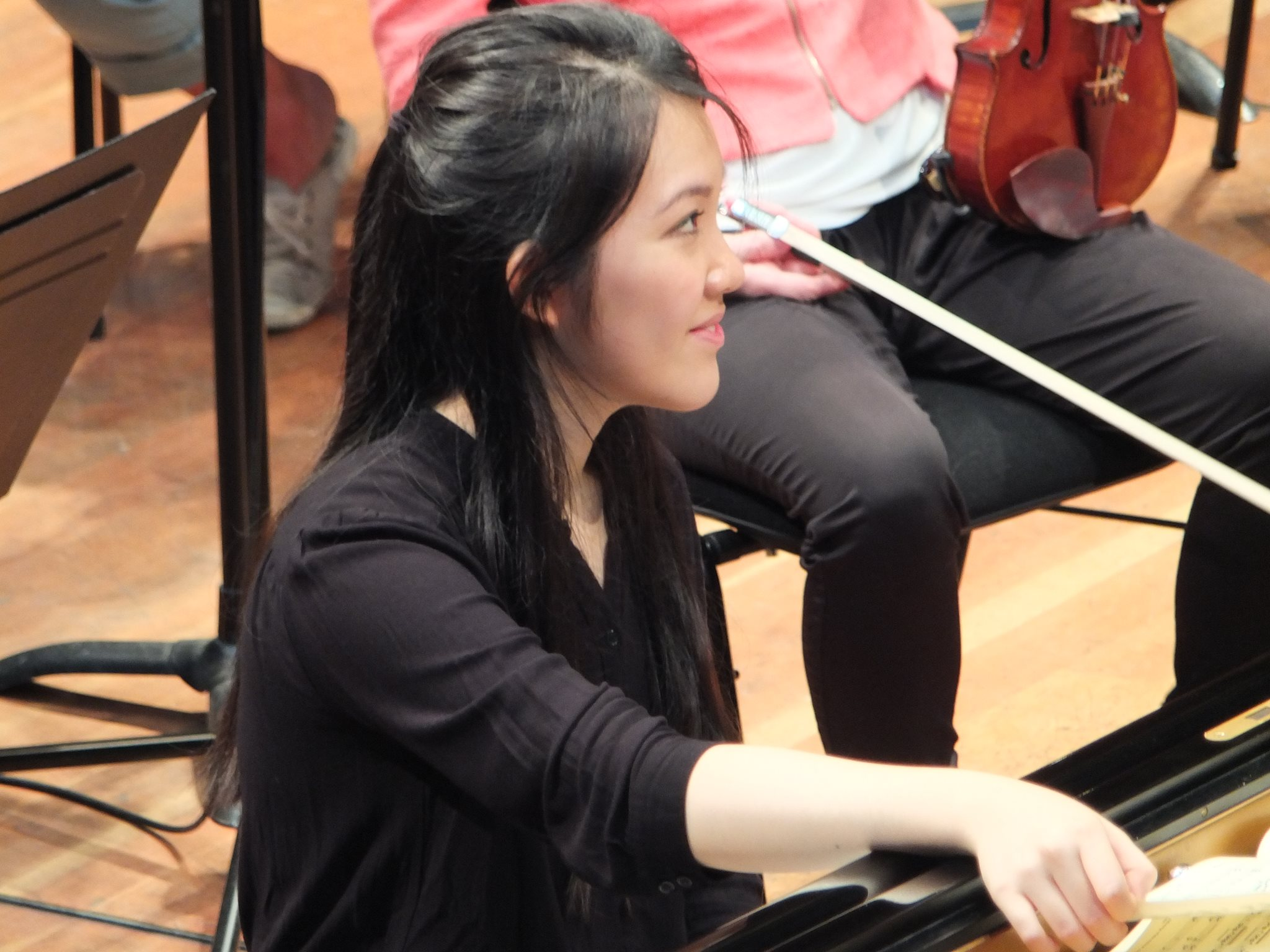
Mélodie Zhao

Mélodie Zhao (* 1994 in Greyerz) ist eine Schweizer Pianistin und Komponistin.

## Biografie

### Ausbildung
Mélodie Zhao erhielt zweijährig ihren ersten Klavierunterricht am Musikkonservatorium Peking. Mit neun Jahren begann sie ein Studium am Musikkonservatorium in Genf. 2007–2010 studierte sie am Conservatoire de musique de Genève bei Pascal Devoyon (Bachelor- und Solisten-Master-Diplom), dem sie anschließend für ein zweites Masterstudium an die Universität der Künste nach Berlin folgte. 
Außerdem nahm sie Unterricht bei Paul Badura-Skoda in Paris und Wien. 
Parallel zu ihrer pianistischen Ausbildung begann Mélodie Zhao im Alter von 15 Jahren Komposition bei Jean-Claude Schlaepfer in Genf und Nicolas Bacri in Brüssel zu studieren. 

### Karriere als Pianistin
Zhao begann mit sechs Jahren Konzerte zu geben, mit zehn Jahren auch als Solistin mit Orchester. Seitdem trat sie z. B. mit dem Moskauer Tschaikowsky-Symphonieorchester, dem Orchestre de la Suisse Romande, dem Zürcher Kammerorchester, dem China National Orchestra und den Shanghaier Philharmonikern auf, unter Dirigenten wie Vladimir Fedoseyev, Michail Jurowski, Gustav Kuhn, Muhai Tang u. v. m. 
Mélodie Zhao legte im Alter von 13 Jahren eine Einspielung der 24 Etüden von Chopin vor, mit 19 Jahren eine Gesamteinspielung aller Klaviersonaten von Beethoven. 
Eine weltweite Konzertkarriere führte Mélodie Zhao u. a. in die Tonhalle Zürich, das NCPA Peking, die Victoria Hall Genf, das Théâtre du Châtelet Paris und das LAC Lugano. Sie gastierte wiederholt bei großen internationalen Festivals, u. a. bei den Tiroler Festspielen in Erl.

### Komposition
Als Komponistin erhielt sie Aufträge von Orchestern und Ensembles wie dem Rudra Béjart Ballett oder der China National Opera, außerdem schreibt sie Filmmusik. 
Ihre Werke beinhalten Kammermusik, Orchesterwerke und Sakrale Musik ebenso wie hochvirtuose Solo-Klavierliteratur.

## Diskographie
- Chopin 24 Études. Independent/Claves (2008)
- Liszt Études d’exécution transcendante. Claves (2011)
- Beethoven Complete Piano Sonatas. Claves (2014)
- Tchaikovsky Concertos 1 & 2. (Michail Jurowski, Orchestre de la Suisse Romande). Claves (2015)
- Wanderer. (Werke von Schubert, Bach/Busoni, Chopin und Liszt). NCPA (2018)
- Haydn Complete Keyboard Concertos. (Howard Griffiths, Camerata Schweiz). cpo (2020)